# Umifenovir
Umifenovir je léčivá látka dostupná v Rusku a Číně jako antivirotikum pod názvem Arbidol (rusky Арбидол, čínsky 阿比朵尔) jako hydrochlorid-monohydrát.
Chemicky jde o vysoce substituovaný derivát indolu. Byl objeven už v roce 1974 v Sovětském svazu. V Rusku byl také testován a uveden na trh. Původně tam byl klasifikován jako imunistimulační látka. V západních zemích doposud nebyl jako léčivo schválen.
Mechanismus antivirového účinku umifenoviru spočívá v inhibici virové membránové fúze. Podle klinických studií uskutečněných v Rusku je účinnost umifenoviru při léčbě chřipky srovnatelná s oseltamivirem (Tamiflu). Věrohodnost těchto studií však zpochybňuje nejen Světová zdravotnická organizace, ale je to i domácí téma.
Byly prokázány i účinky proti virům dalších onemicnění jako jsou hepatitida C, Ebola, HHV-8 nebo Zika.
V současné době se umifenovir zkoumá i jako nadějná látka pro léčbu klíšťové encefalitidy.
Nebyly zjištěny závažné vedlejší účinky, kromě alergických reakcí u citlivých jedinců a sensitizace u dětí.